# Bipalium
Bipalium ist eine Gattung großer, räuberisch lebender Landplanarien. Sie werden wegen der Form ihres Vorderendes oft umgangssprachlich Hammerhaiwürmer genannt. Einige Arten dieser Gattung gelten als invasive Arten in den USA und in Europa.

## Geschichte der Systematik
Die Gattung Bipalium wurde von William Stimpson erstbeschrieben, sodass diese Landplanarien umfasste, deren Kopfseite verbreitert ist und eine Kopfplatte formt. 1899 unterteilte Ludwig von Graff die Gattung auf Grundlage der Kopfform in drei Gattungen:
1. Bipalium: mit einer gut entwickelten Kopfplatte, die wesentlich breiter als lang ist, und mit länglichen, seitlich sitzenden Auriculae
2. Perocephalus: mit einer rudimentären Kopfplatte, die nicht viel breiter als der Körper ist
3. Placocephalus: mit einer flachen Kopfplatte mit einem kreisförmigen Umriss

Im Jahr 1902 vereinigte Josef Müller die durch von Graff geschaffenen Gattungen wieder als Bipalium, weil seiner Meinung nach keine ausreichende anatomische Grundlage für die Unterscheidung vorhanden war. Von Graff akzeptierte Müllers Schlussfolgerungen.
Ende des 20. Jahrhunderts begannen Robert E. Ogren und Masaharu Kawakatsu eine Reihe von Veröffentlichungen zu publizieren, in denen sie ein Review zu allen zu diesem Zeitpunkt bekannten Arten der Landplanarien anfertigten. Zunächst behielten sie diese hierbei als Landplanarien mit einem verbreiterten Vorderende in der Gattung Bipalium, doch später teilten sie die Gattung aufgrund der Anatomie des Kopulationsapparats in vier Gattungen auf: Bipalium, Novibipalium, Humbertium und Diversibipalium.
Es wurden der Gattung Bipalium Landplanarien mit verbreitertem Kopf, mit einfach aufgebauten Kopulationsorganen, ohne Nebenkanäle oder Geschlechtshöhlen im Genitalbereich und einem Gewebe, das männliche und weibliche Geschlechtskanäle trennt, zugeordnet.

## Etymologie
Der Gattungsname Bipalium ist eine Kombination des lateinischen Präfixes bi- (dt. zwei) und des lateinischen Worts pala (dt. Schaufel), da die Arten dieser Gattung ein Vorderende aufweisen, das an die Form einer Schaufel oder Spitzhacke erinnert.

## Arten
Der Gattung Bipalium werden folgende Arten zugeordnet:
- Bipalium adensameri Graff, 1899
- Bipalium admarginatum de Beauchamp, 1933
- Bipalium adventitium Hyman, 1943
- Bipalium alternans de Beauchamp, 1930
- Bipalium bergendali (Graff, 1899)
- Bipalium cantori (Wright, 1860)
- Bipalium choristosperma de Beauchamp, 1925
- Bipalium crassatrium de Beauchamp, 1939
- Bipalium distinguendum Müller, 1907
- Bipalium dubium Loman, 1890
- Bipalium ephippium Loman, 1890
- Bipalium fuscatum Stimpson, 1857
- Bipalium fuscolineatum Kaburaki, 1922
- Bipalium gestroi Graff, 1894
- Bipalium glandiantrum Kawakatsu, Sluys & Ogren, 2005
- Bipalium glaucum (Kaburaki, 1922)
- Bipalium gracile Loman, 1890
- Bipalium graffi Müller, 1903
- Bipalium haberlandti Graff, 1899
- Bipalium hilgendorfi (Graff, 1899)
- Bipalium interruptum Graff, 1899
- Bipalium javanum Loman, 1883
- Bipalium kaburakii Kawakatsu, Sluys & Ogren, 2005
- Bipalium katoi Kawakatsu, Sluys & Ogren, 2005
- Bipalium kewense Moseley, 1878
- Bipalium kisoense Kaburaki, 1922
- Bipalium koreense Frieb, 1923
- Bipalium kraepelini (Ritter-Záhony, 1905)
- Bipalium marginatum Loman, 1887
- Bipalium mjobergi de Beauchamp, 1925
- Bipalium monolineatum Kaburaki, 1922
- Bipalium moseleyi Loman, 1887
- Bipalium muninense Kawakatsu, Sluys & Ogren, 2005
- Bipalium myadenosum de Beauchamp, 1939
- Bipalium nigrum (Ritter-Záhony, 1905)
- Bipalium nobile Kawakatsu & Makino, 1982
- Bipalium ochroleucum Kaburaki, 1922
- Bipalium pennsylvanicum Ogren, 1987
- Bipalium penrissenicum Kawakatsu, Ogren & Froehlich, 1998
- Bipalium penzigi Müller, 1903
- Bipalium persephone de Beauchamp, 1939
- Bipalium poiense de Beauchamp, 1925
- Bipalium rigaudi Graff, 1894
- Bipalium robiginosum Graff, 1899
- Bipalium semperi (Graff, 1899)
- Bipalium simrothi Loman, 1895
- Bipalium strubelli Graff, 1899
- Bipalium sudzuki Kawakatsu, 1986
- Bipalium tetsuyai Kawakatsu, Sluys & Ogren, 2005
- Bipalium univittatum Grube, 1866
- Bipalium vagum Jones & Sterrer, 2005
- Bipalium virile Müller, 1903
- Bipalium weismanni Ritter-Záhony, 1905
- Bipalium wiesneri Graff, 1899

## Ernährung
Bipalium-Arten sind Räuber. Einige Arten jagen Regenwürmer, während sich andere auch von Schnecken ernähren. Die Landplanarien können die Verfolgung ihrer Beutetiere aufnehmen. Wenn sie gefangen sind, reagieren die Regenwürmer auf die Attacke des Angreifers. Die Landplanarien halten die Beute einerseits mit den Muskeln ihres Körpers fest und nutzen andererseits klebrige Sekrete, um die Flucht der Regenwürmer zu verhindern. Sie bedecken oder umschließen das Prostomium, das Peristomium und das Vorderende, um die Reaktion der Regenwürmer zu unterdrücken.
Um ihre Beute zu verzehren, stülpen Arten von Bipalium oftmals den Pharynx aus der Mundöffnung, die bauchseitig in der Mitte des Körpers liegt. Sie injizieren in den Körper des Beutetiers ein Enzymsekret, das ihn von innen verdaut. Die Würmer saugen die verflüssigten Gewebe auf.

## Fortpflanzung
Arten der Gattung Bipalium vermehren sich sowohl asexuell als auch sexuell, wobei alle Arten zwittrig sind.
Bipalium adventitium pflanzt sich sexuell fort und produziert Eikapseln. Die Eikapseln haben ein hartes Äußeres und in einer Eikapsel entwickeln sich mehrere Nachkommen. Ungefähr drei Wochen nach der Eiablage schlüpfen die Jungtiere. Sie weisen dieselbe Körperfärbung wie die adulten Individuen auf.
Bei Bipalium kewense konnte selten eine Fortpflanzung mittels Eikapsel beobachtet werden. Diese Art vermehrt sich auch ungeschlechtlich, indem sie Körpersegmente abwirft, aus denen wieder ein neuer Wurm wächst. In gemäßigten Regionen ist dies die Hauptvermehrungart und bei den Individuen entwickeln sich keine sexuellen Reproduktionsorgane. Im Gegensatz zu B. adventitium haben die Jungtiere von B. kewense in ihren ersten Tagen nicht dieselbe Färbung wie erwachsene Tiere.

## Toxizität
Bei B. adventitium und B. kewense wurde erstmals bei wirbellosen Landtieren das starke Nervengift Tetrodotoxin nachgewiesen.

## Invasive Art

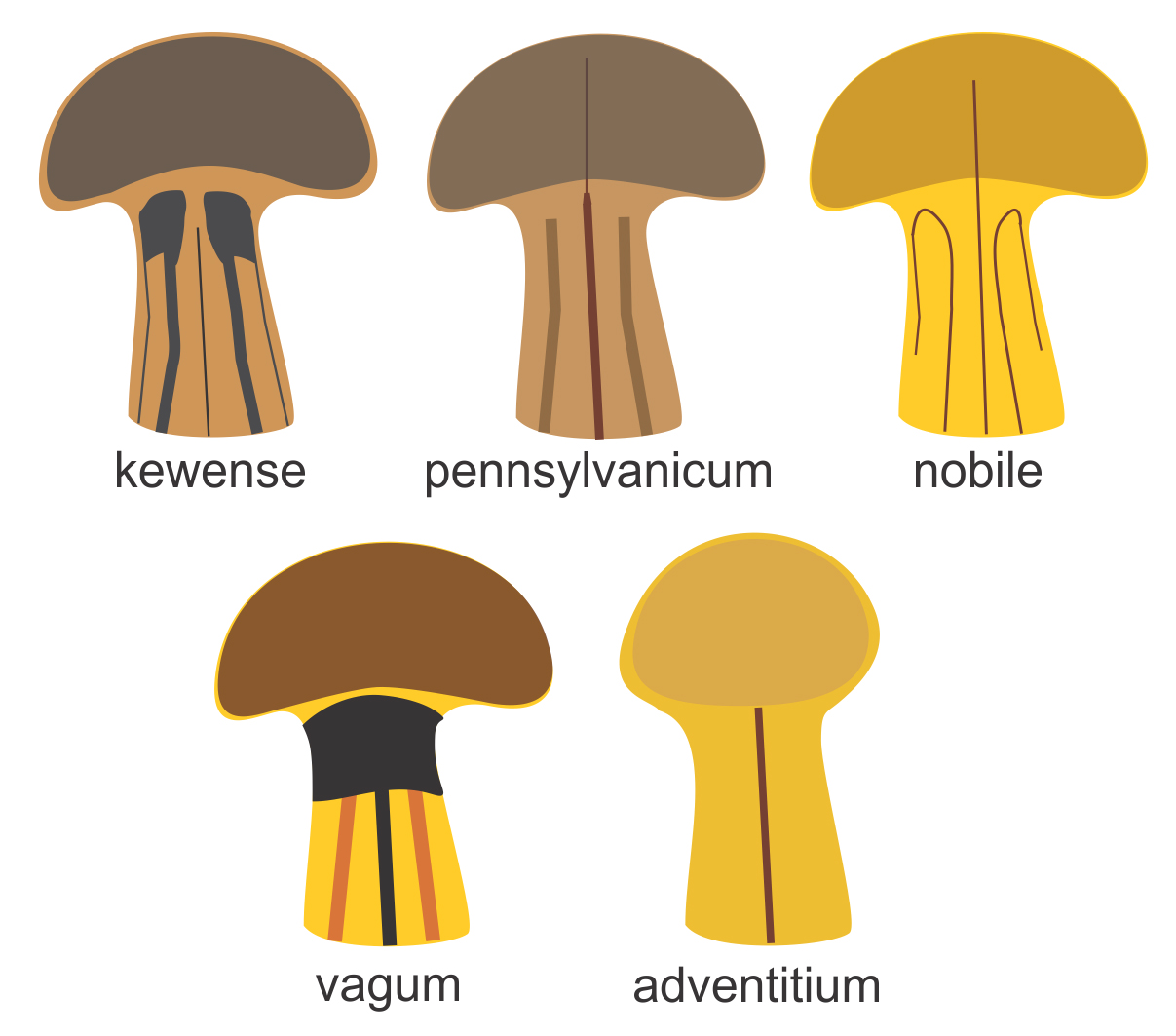
Zeichnung des Vorderendes von fünf Arten der Gattung Bipalium, wovon vier invasive Arten sind, zeigen die Unterschiede in Form und Färbung.

Im Jahr 2007 waren vier Arten der Gattung Bipalium, B. adventitium, B. kewense, B. pennsylvanicum und B. vagum in den Vereinigten Staaten bekannt. Es wird vermutet, dass diese Landplanarien durch den Import von Gartenpflanzen in die USA eingeschleppt wurden.
Bipalium kewense wurde seit 1901 häufig in US-amerikanischen Gewächshäusern nachgewiesen. B. kewense ist vor allem in südlichen Bundesstaaten verbreitet. Weltweit lebt diese Landplanarie in tropischen und subtropischen Regionen. Diese Art ist ein Räuber, der Regenwürmer jagt und als Plage in Regenwurmzuchten in den südlichen USA ausgemacht wurde. Da B. kewense keine Fressfeinde hat, ist es schwierig, die Zahl der invasiven Individuen unter Kontrolle zu bringen. Andere Raubtiere jagen Landplanarien nicht, weil ihre Körperoberfläche Sekrete abgibt, die ungenießbar und teilweise giftig sind. Ihre größten Feinde sind Landplanarien der eigenen oder anderer Arten. Nachweise gab es auch in Europa (beispielsweise in Frankreich, Monaco und Portugal), in Südamerika (Französisch-Guayana) und auf mehreren Inseln (Guadeloupe und Martinique).
Bipalium adventitium wurde erstmals in den US-Bundesstaaten Kalifornien und New York entdeckt, später in Illinois und in den meisten nördlichen Bundesstaaten. Der Erstfundort von Bipalium pennsylvanicum war in Pennsylvania. Bipalium vagum wurde in verschiedenen Bundesstaaten an der Küste des Golfs von Mexiko nachgewiesen. Auch in der Karibik wurde B. vagum auf Guadeloupe und Montserrat gefunden.